# Stùc a’ Chroin
A Stùc a' Chroin (kiejtése: IPA: [s̪t̪ʰuːʰk ə xɾɔɲ]) a skóciai Loch Earn közelében található hegycsúcs, amelyet a tőle északkeletre fekvő Ben Vorlichal együtt szoktak megmászni.

## Általános információk

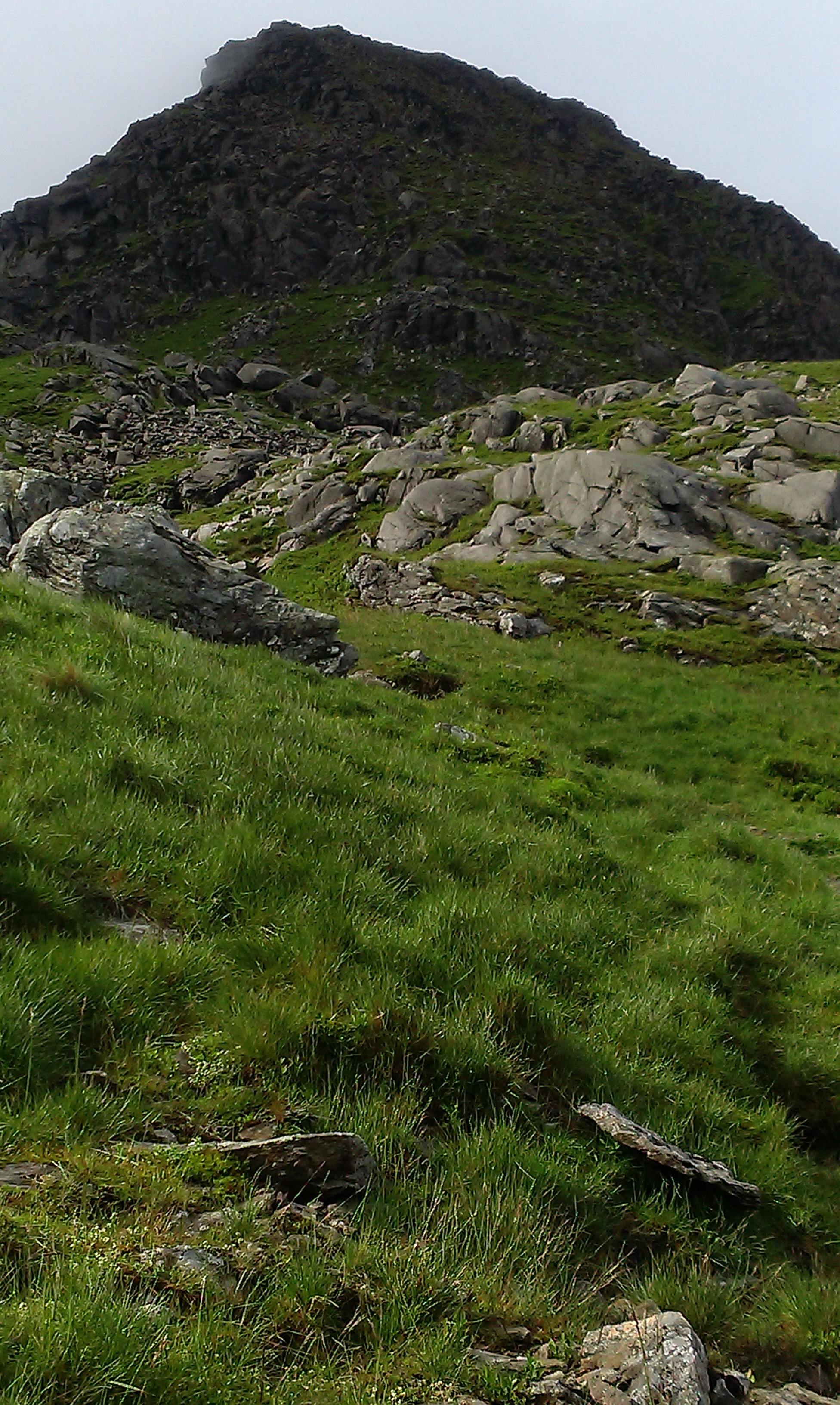
A Stùc a' Chroin északi, északkeleti oldala, az ún. Chasain-szikla.

A két csúcs a legdélebbi munrók, vagyis háromezer láb feletti skót hegyek közé tartoznak, és a skót Felföld déli részének jellegzetes tájelemei. A Stùc a' Chroin északi oldala sokkal sziklásabb, és meredekebb, mint az északkeleti szomszédjáé, hagyományos módon mégis innen, a Ben Vorlich csúcsán keresztül közelítik meg. A hegy csúcsán át húzódik Perth és Kinross és Stirling megye határa, ugyanakkor a Loch Lomond és Trossachs Nemzeti Park területén található. 
A Stùc a' Chroint egy mély völgy választja el a Ben Vorlichtól, ez a Dubh Choirein-átjáró, amely a Dubh Choirein-völgy (Gleann an Dubh Choirein) végét jelenti, amely hosszan nyúlik el délkeleti irányban. A hegy északi oldala az átjáró felől nézve egy meredek sziklafalnak tűnik, ez a Chasain-szikla (Creag Chasain). A csúcstól délnyugatra található a Beinn Each nevű corbett, nyugatra pedig az Ample-völgy (Glen Ample), amely észak-déli irányban húzódik a Loch Earn és a Loch Lubnaig között. Mivel a Stùc a' Chroin még a Ben Vorlichnál is délebbre helyezkedik el, jó kilátást biztosít déli és keleti irányban, amerre nem találhatók magasabb hegyek.
Nevének második tagja, a cròthan a gael kis juhakol szóra vezethető vissza. Nevét onnan kaphatta, hogy a csúcstól délkeletre lévő völgy, a Chroin-völgy (Gleann a' Chroin) valamikor természetes lakhelyként szolgált a juhok számára, a völgyet északnyugatról a Stùc a' Chroin és a Beinn Each csúcsai zárják el a nyugati szelek elől, valamint az egyik közeli hegy, a Meall na Caora neve egyértelműen a juhokra utal, a caora jelentése juh. A stùc jelentése hegy, a beinn vagy sgùrr szavak szinonímája, így a hegy teljes neve a kis juhakol hegye, bár elfogadott az a nézet is, hogy chroin a cron szóra vezethető vissza, ami veszélyt jelent.

## A csúcs első meghódítói
A John Sinclair által összeállított, huszonegy részes The Statistical Account of Scotland (Skócia statisztikai jegyzéke) egyik kötete tartalmaz egy bejegyzést, amely a Stùc a' Chroinról szól, és talán bizonyítékot szolgáltat a csúcs első megmászására. A forrás szerint a hegy tetején talált vaskarika azokhoz a pásztorokhoz tartozott, akik a hegyen éltek. A bejegyzés írója, James Robertson, aki Callander egyházközségének vezetője volt, azzal érvel, hogy a Chroin-völgy nyugati vége, vagyis közvetlenül a Stùc a' Chroin csúcsa alatti rész egy amfiteátrum-jellegű mélyedés, amely alkalmas volt állatok tartására. Ez az elmélet összhangban van a csúcs elnevezésével is, és úgy tartják, hogy a Stùc a' Chroin első meghódítói vadászok vagy pásztorok lehettek valamikor az 1790-es évek előtt.

„Sokkal valószínűbb, hogy azért csinálták, hogy a vadászkutyákat hozzákössék, amikor a vadászok elmentek éjszaka pihenni, vagy a szarvasmarhákat kötötték ki, hogy ne kóboroljanak el a hegyekben [...]. Nem kell meglepődni ezen az elővigyázatosságon, mert kevés kétség fér ahhoz, hogy az eredetileg itt élők, legalábbis a sziget ezen részén, először a hegyek tetején laktak, bármennyire lehetetlennek is látszik ez az utókor számára. Még mindig lehet látni azokat a nyomokat, ahol a földet felszántották és bevetették, még a Felföld magasabban fekvő hegyein is.”

– James Robertson, Parish of Callander

## A túra leírása

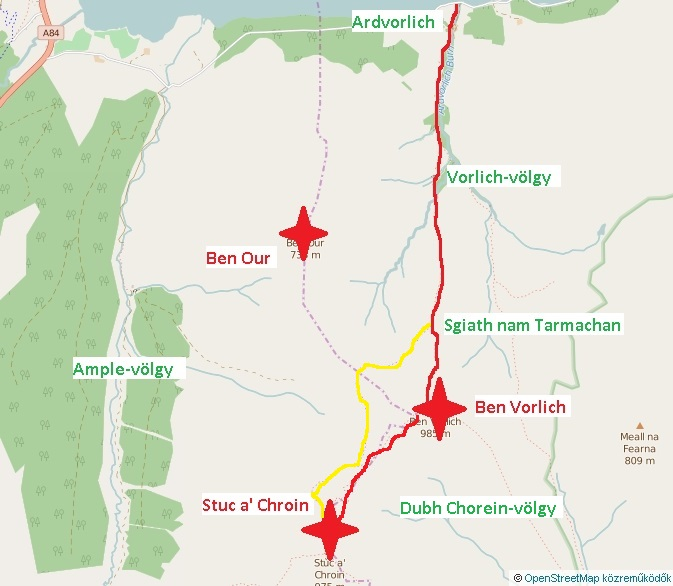
Piros: a Ben Vorlich csúcsán át vezető ösvény, sárga: a Ben Vorlich csúcsát kikerülő ösvény.

A hegyet általában a Ben Vorlichal együtt szokták megmászni, így a leggyakoribb útvonal annak csúcsán át vezet, de ki is lehet kerülni, 600-650 méteres magasságon a Ben Vorlich nyugati lejtőin halad egy nehezen észrevehető ösvény. Ez elvezet a két hegyet elválasztó nyereghez, amely a Dubh Choirein-átjáró. Innen közvetlenül északra a Chasain-sziklán némi mászással lehet elérni a hegy észak-déli irányban elnyúló tetejét. Az Ardvorlichból induló, mindkét csúcson áthaladó túra hossza 13-14 kilométer, több mint 1100 méter szinttel.